# Pleurotomella sepulta
Pleurotomella sepulta é uma espécie de gastrópode do gênero Asperdaphne, pertencente a família Raphitomidae.